# 1867 en chimie
Cet article présente les faits marquants de l'année 1867 en chimie.

## Évènements
- 7 mai : l’industriel suédois Alfred Nobel dépose un brevet pour la dynamite : il réussit à maîtriser les capacités explosives de la nitroglycérine en la mélangeant à de la silice[1].
- 23 août : le chimiste français Georges Leclanché obtient un brevet pour une pile utilisant comme électrolyte le chlorure d’ammonium, comme dépolarisant du carbone aggloméré avec du dioxyde de manganèse et une anode en zinc[2], précurseur des piles sèches.

## Naissances
- 3 janvier[3] : Camille Matignon (mort en 1934), chimiste français.
- 17 mai[4] : Gabriel Bertrand (mort en 1962), chimiste et biologiste français.
- 11 juin[5] : Daniel Vorländer (mort en 1941), chimiste allemand.
- 12 juillet : Auguste Darzens (mort en 1954), chimiste français.
- 27 août[6] : Alfred Lucas (mort en 1945), chimiste et égyptologue britannique.

- 9 septembre[7] : Sir Robert Mond (mort en 1938), chimiste et industriel britannique.
- 1er octobre : Wilder Dwight Bancroft (mort en 1953), chimiste américain.
- 7 novembre[8] : Marie Curie (morte en 1934), physicienne polonaise naturalisée française, prix Nobel de physique en 1903[9] et prix Nobel de chimie en 1911[10].

## Décès
- 25 mars[11] : Friedlieb Ferdinand Runge (né en 1795), chimiste allemand.
- 31 mai[12] : Théophile-Jules Pelouze (né en 1807), chimiste français.
- 25 août[13] : Michael Faraday (né en 1791), physicien et chimiste britannique.